# Diego Rivas
Diego Rivas es un exfutbolista español nacido en Ciudad Real el 24 de abril de 1980. Jugaba de centrocampista y su último equipo fue el Club Deportivo Manchego de Tercera División en la temporada 2017-2018. Desde 2018 ocupa el puesto de secretario general de la Asociación de Futbolistas Españoles.

## Trayectoria
Inició su trayectoria futbolística en el equipo de su barrio en Ciudad Real, el Los Ángeles. Su primer equipo profesional fue el Amorós, integrado en la estructura de la cantera del Atlético de Madrid.
Tras un efímero paso por el primer equipo, en el que debutó el 20 de septiembre de 2003 en el partido Atlético Madrid 0 Valencia 3, fue en el Getafe donde realmente se asentó como jugador profesional.

### Etapa en la Real Sociedad (2006-2011)
En julio de 2006 fue traspasado a la Real Sociedad, siendo José Mari Bakero el principal valedor para su fichaje. Debutó el 27 de agosto de 2006 en el partido Athletic Club 1 Real Sociedad 1. Para la temporada 2007-2008 fue cedido al Cádiz CF.
Después de finalizar su cesión regresó San Sebastián en julio de 2008. Juanma Lillo durante la temporada 2008-09 y Martín Lasarte en las temporadas 2009-10 y 2010-2011 contaron con Rivas como pivote defensivo titular en el centro del campo realista. En la temporada 2009-2010 el equipo logró ascender de nuevo a la Primera División.

### Hércules de Alicante CF
Tras 5 temporadas, en mayo de 2011 su contrato con la Real Sociedad llegó a su fin y dejó el club guipuzcoano. El 30 de junio de 2011 el Hércules confirmó el fichaje de Diego por dos temporadas con opción a una tercera.

### Sociedad Deportiva Eibar
El 9 de agosto de 2013 se hizo oficial incorporación del mediocentro por una temporada con el conjunto armero. Durante la campaña precedente, con el Hércules, también tuvo una participación destacada y disputó 26 partidos.

### UE Llagostera
Tras pasar una temporada en el Éibar fichó por la UE Llagostera por una temporada.

### Yugo Socuéllamos
Después de su paso por la Llagostera, en el verano de 2015 fichó por el Yugo Socuéllamos de 2ª División B.

### CD Manchego Ciudad Real
En el verano de 2016 fue fichado por el Club Deportivo Manchego, el equipo de Ciudad Real, su ciudad natal. En noviembre de 2017 anunció que la 2017-18 sería su última temporada como futbolista. Disputó su último partido el 6 de mayo de 2018, recibiendo un homenaje del club.

## Carrera política
En las elecciones municipales de España de 2015 Rivas formó parte de la lista del Partido Popular de Ciudad Real. Tras ganar los populares las elecciones, Rivas se convirtió en el concejal de deportes de la ciudad manchega. En noviembre de 2017 anunció que dejaba el ayuntamiento para incorporarse a la AFE.

## Secretario general de la AFE
En junio de 2018 fue designado secretario general de la Asociación de Futbolistas Españoles, en sustitución de Jesús Díaz Peramos.

## Clubes
| Club                    | División           | Temporadas  |
| ----------------------- | ------------------ | ----------- |
| Amorós                  | Tercera División   | 1998 - 2000 |
| Atlético Madrid B       | Segunda División B | 2000 - 2002 |
| Getafe                  | Segunda División   | 2002 - 2003 |
| Atlético Madrid         | Primera División   | 2003 - 2004 |
| Getafe                  | Primera División   | 2004 - 2006 |
| Real Sociedad           | Primera División   | 2006 - 2007 |
| Cádiz                   | Segunda División   | 2007 - 2008 |
| Real Sociedad           | Segunda División   | 2008 - 2010 |
| Real Sociedad           | Primera División   | 2010 - 2011 |
| Hércules Club de Fútbol | Segunda División   | 2011 - 2013 |
| SD Eibar                | Segunda División   | 2013 - 2014 |
| UE Llagostera           | Segunda División   | 2014 - 2015 |
| UD Socuéllamos          | Segunda División B | 2015 - 2016 |
| CD Manchego             | Tercera División   | 2016 - 2018 |

## Estadísticas
| Temporada | Club              | Categoría          | Liga  | Liga  | Copa  | Copa  | Europa | Europa | Total | Total |
| Temporada | Club              | Categoría          | Part. | Goles | Part. | Goles | Part.  | Goles  | Part. | Goles |
| --------- | ----------------- | ------------------ | ----- | ----- | ----- | ----- | ------ | ------ | ----- | ----- |
| 1999/00   | Atlético Madrid B | Segunda División   | 1     | 0     | -     | -     | -      | -      | 1     | 0     |
| 2000/01   | Atlético Madrid B | Segunda División B | 34    | 0     | -     | -     | -      | -      | 34    | 0     |
| 2001/02   | Atlético Madrid B | Segunda División B | 34    | 3     | -     | -     | -      | -      | 34    | 3     |
| 2002/03   | Getafe            | Segunda División   | 31    | 3     | -     | -     | -      | -      | 31    | 3     |
| 2003/04   | Atlético Madrid   | Primera División   | 3     | 0     | -     | -     | -      | -      | 3     | 0     |
| 2003/04   | Getafe            | Segunda División   | 17    | 0     | -     | -     | -      | -      | 17    | 0     |
| 2004/05   | Getafe            | Primera División   | 33    | 0     | 3     | 0     | -      | -      | 36    | 0     |
| 2005/06   | Getafe            | Primera División   | 33    | 0     | 3     | 0     | -      | -      | 36    | 0     |
| 2006/07   | Real Sociedad     | Primera División   | 21    | 1     | 2     | 0     | -      | -      | 23    | 1     |
| 2007/08   | Cádiz (cedido)    | Segunda División   | 20    | 0     | 1     | 0     | -      | -      | 21    | 0     |
| 2008/09   | Real Sociedad     | Segunda División   | 34    | 0     | 1     | 0     | -      | -      | 35    | 0     |
| 2009/10   | Real Sociedad     | Segunda División   | 37    | 0     | 0     | 0     | -      | -      | 37    | 0     |
| 2010/11   | Real Sociedad     | Primera División   | 32    | 2     | 2     | 0     | -      | -      | 34    | 2     |
| 2011/12   | Hércules CF       | Segunda División   | 28    | 0     | -     | -     | -      | -      | 28    | 0     |
| 2013/14   | SD Eibar          | Segunda División   | 24    | 0     | -     | -     | -      | -      | 24    | 0     |
| 2014/15   | UE Llagostera     | Segunda División   | 20    | 0     | -     | -     | -      | -      | 20    | 0     |
| 2015/16   | UD Socuéllamos    | Segunda División B | 35    | 0     | -     | -     | -      | -      | 35    | 0     |
| 2016/17   | CD Manchego       | Tercera División   | 36    | 1     | -     | -     | -      | -      | 36    | 1     |
| 2017/18   | CD Manchego       | Tercera División   | 35    | 2     | -     | -     | -      | -      | 35    | 2     |